# Phillip Hughes
Phillip Joel Hughes (* 30. November 1988 in Macksville, New South Wales; † 27. November 2014 in Sydney, New South Wales) war ein australischer Test- und One-Day International-Cricketspieler. National spielte er unter anderem für Südaustralien und den Worcestershire CCC in England. Er war ein linkshändiger Opening-Batsman. Sein Debüt für die australische Nationalmannschaft gab er in der Saison 2009 im Alter von 20 Jahren.

## Jugendjahre

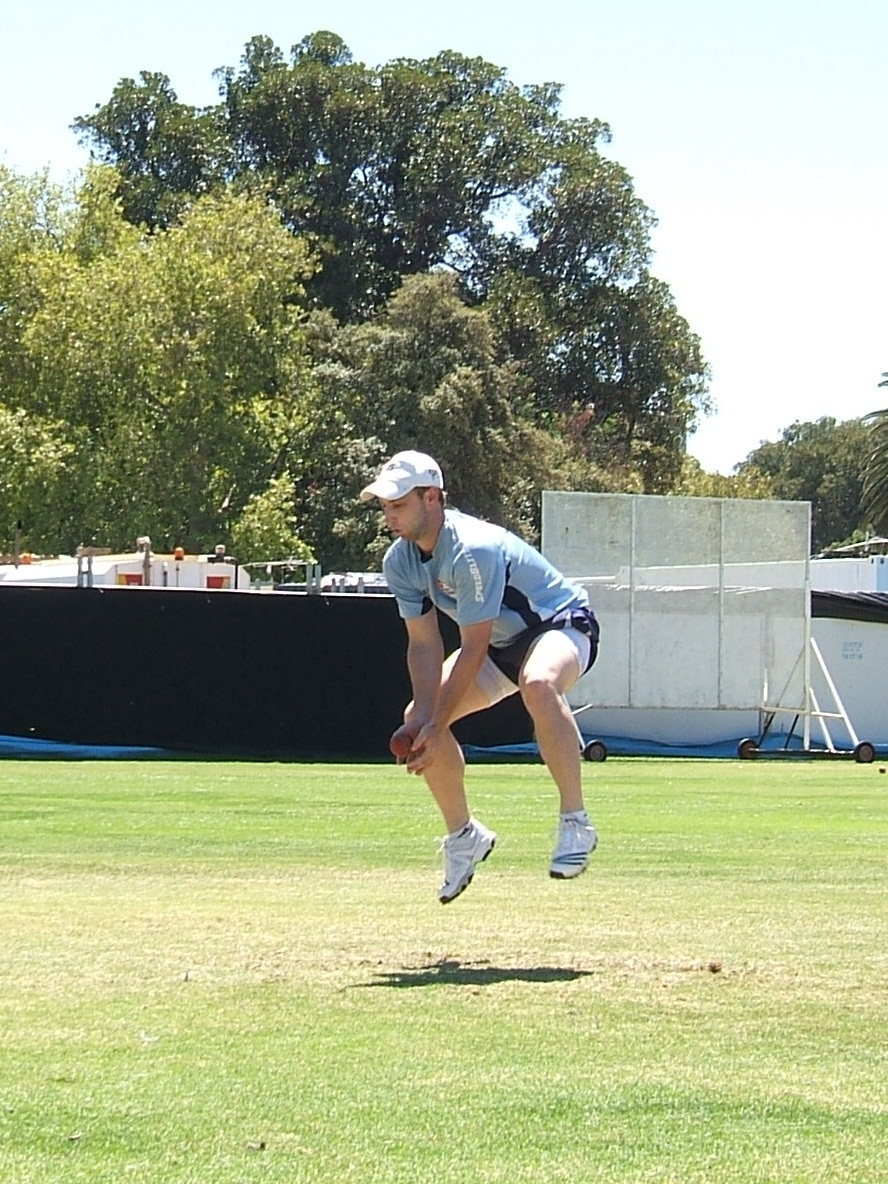
Hughes beim Training

Hughes wurde in einer kleinen Stadt an der Nordküste von New South Wales geboren. Seine Eltern waren Greg, ein Farmer, und die aus Italien stammende Virginia. Er hatte außerdem einen Bruder und eine Schwester. Hughes war ebenfalls ein talentierter Rugby-League-Spieler. Er spielte Cricket für den Macksville R.S.L. Cricket Club, für den er schon mit zwölf Jahren in der ersten Mannschaft antrat. Mit 17 Jahren zog er nach Sydney, wo er erfolgreich für den Western Suburbs District Cricket Club spielte. Im Jahr 2007 nahm er am U-19-World Cup teil.

## Tod
Während eines Sheffield-Shield-Matches zwischen South Australia und New South Wales auf dem Sydney Cricket Ground wurde Hughes am 25. November 2014 als Batsman (bei einem persönlichen Score von 63 not out) am Hals von einem Bouncer des Bowlers Sean Abbott (New South Wales) getroffen. Hughes trug dabei einen Helm. Er brach zusammen und wurde durch Mund-zu-Mund-Beatmung wiederbelebt. Er wurde daraufhin in das St Vincent’s Hospital in Sydney gebracht, wo er operiert und in ein künstliches Koma versetzt wurde.
Das Spiel wurde sofort abgebrochen. Am nächsten Tag brach Cricket Australia auch die anderen beiden zu dieser Zeit stattfindenden Shield-Matches ab.
Hughes starb zwei Tage später an einer Subarachnoidalblutung.
Der zweite Spieltag des dritten Tests zwischen Pakistan und Neuseeland in den Vereinigten Arabischen Emiraten wurde abgesagt und das Spiel um einen Tag verlängert. Ebenso abgesagt wurde das Tour-Match zwischen einer Cricket Australia XI und Indien.